# Miquel Roqué Farrero
Miquel Roqué Farrero, auch Miki Roqué, (* 8. Juli 1988 in Lleida; † 24. Juni 2012 in  Barcelona) war ein spanischer Fußballspieler.

## Leben

### Karriere
Der Defensivspieler begann seine Profifußballerkarriere bei UE Lleida in seiner Heimat Spanien. Im August 2005 unterschrieb Miki Roqué einen Vertrag beim FC Liverpool.  Seinen ersten großen Einsatz hatte Roqué am 5. Dezember 2006 gegen Galatasaray Istanbul in der Champions League, als er in der Endphase des Spiels eingewechselt wurde.
Im Sommer 2009 wechselte er zu Betis Sevilla in die spanische Segunda División.

### Krankheit und Tod
Am 5. März 2011 wurde bei ihm eine bösartige Tumorerkrankung des Beckens diagnostiziert. Miki Roqué erlag der Krankheit am 24. Juni 2012 in einer Klinik in Barcelona. Beim Halbfinalspiel gegen Portugal bei der Fußball-Europameisterschaft 2012 am 27. Juni 2012 spielten die Spieler der spanischen Fußballnationalmannschaft ihm zu Ehren mit Trauerflor. Zu Ehren von Roqué blendete Betis Sevilla in Minute 26, wie seine Trikotnummer früher, ein Bild von ihm und der 26 ein.